# Nautilus (Drievliet)
Nautilus (eerder Lunatic) is een frisbee in het Nederlandse attractiepark Familiepark Drievliet.
De Nautilus valt onder het attractietype frisbee. Vanwege het feit dat de frisbee geen vloer kent, valt de Nautilus onder subcategorie afterburner onder de frisbees en is ontwikkeld door het bedrijf KMG. Per rit is er plaats voor 24 personen. De stoelen zitten in rijen van vier aan elkaar, dus er zijn in totaal zes rijen met stoelen die samen één ring vormen.

## Geschiedenis
Vanaf de opening in 2003 tot en met 2010 heette de Nautilus, Lunatic. Lunatic had als thema ruimtevaart. Sinds de hernoeming in 2011 is het thema van de attractie veranderd in de onderwaterwereld. Een Nautilus is een inktvis.

## Tijdelijke sluiting
Op 27 juli 2017 werd de Nautilus gesloten nadat er na een ongeluk met een zelfde attractie in Columbus Ohio een dode was gevallen.
Afbeeldingen · Lijst van attracties